# Norbsoft
Norbsoft – spółka informatyczna (tzw. Software House) działająca w Polsce od 2003 roku oraz w Kanadzie w latach 2009 do 2020, specjalizująca się w aplikacjach mobilnych przeznaczonych na najpopularniejsze platformy: Android, iOS (iPhone, iPad). W portfolio realizacji wchodzi ponad sto realizacji w segmencie masowym (B2C) oraz ponad sto realizacji dla klientów biznesowych (B2B) w branżach:
- E-commerce
- Finanse i ubezpieczenia
- Media
- Programy lojalnościowe
- Motoryzacja
- Opieka zdrowotna
- Narzędzia biznesowe
- Urządzenia dedykowane i IoT

## Grupa
W 2013 Norbsoft przejął agencję marketingu mobilnego mobiCreative oraz studio deweloperskie App2you (powołane po przejęciu developera DBEST z Zawiercia) – spółki występowały pod wspólną marką Grupa Norbsoft. 
Do grona klientów Norbsoft należą światowe koncerny: Oriflame Cosmetics, British American Tobacco Trading Polska, Elstat Electronics, Loyalty Partner Polska, BMW Financial Services Polska, Electronic Arts Polska, Orange Polska, Samsung Electronics, a także liderzy polskiego rynku: Autopay, Bank Polskiej Spółdzielczości, Modivo, Empik, Agora, Wakacje.pl,  Wirtualna Polska, SkyCash Poland i TVP.
W czerwcu 2015 Norbsoft przeprowadził akwizycję, zakończoną powstaniem w dniu 24 czerwca 2015 studia developerskiego Norbsoft Łódź. Studio powstało w wyniku przejęcia aktywów i zasobów developera aplikacji mobilnych Makystudio.com oraz powołania wspólnie z Norbsoft nowej spółki o nazwie Norbsoft Łódź.
W ramach integracji i zmiany strategii spółki zależne (w 2024 App2you, w 2018 mobiCreative, Norbsoft Łódź) zostały połączone z Norbsoft.
Norbsoft był wielokrotnie wyróżniany przez prasę, m.in. Forbes, Rzeczpospolitą, GSMonline.pl, Gazetę Prawną, Computerworld i Brief.

## Nagrody i wyróżnienia
- 2025 - laureat "Diamentów Forbes 2025"[8], 3 miejsce w kategorii głównej oraz 1 miejsce aplikacji "Wakacje.pl" w kategorii Podróże i transport w Mobile Trends Awards 2024[9]
- 2024 - laureat "Diamentów Forbes" 2024[10]
- 2023 - wygrana aplikacji "Modivo" w kategorii e-Commerce Rozwój w Mobile Trends Awards 2022[11]
- 2021 - nominacja i wyróżnienie aplikacji "Modivo" do Mobile Trends Awards 2020 w kategorii "Commerce"[12]
- 2019 - nominacja i wyróżnienie aplikacji „Costa Coffee Club” do  Mobile Trends Awards 2018 w kategorii "Życie Codzienne"”[13]
- 2018 - nominacja i wyróżnienie aplikacji „empik Foto” w ramach Mobile Trends Awards 2017 w kategorii "Aplikacja Mobilna"”[14]
- 2016 - aplikacja Regionalny System Ostrzegania produkcji Norbsoft wygrywa Mobile Trends Awards 2015 w kategorii „Aplikacja/strona mobilna – podróże i komunikacja”[15]
- 2015 - TOP20 Firma z Energią „Gazety Bankowej”[16] jako jeden z najdynamiczniej rozwijających się eksporterów w Polsce
- 2013 – Lider Innowacji i Rozwoju w rankingu LiderzyInnowacji.pl
- 2012 – Norbsoft wygrywa Mobile Trends Awards w kategorii „Aplikacja mobilna – rozrywka” za zrealizowane dla Agory aplikacje tuba.FM na iPhone i Android
- 2011 – Norbsoft znalazł się w gronie 17 najbardziej innowacyjnych polskich firm według magazynu Brief
- 2011 – Norbsoft po raz pierwszy znalazł się na liście TOP200 Computerworld – największym raporcie polskiego rynku teleinformatycznego
- 2010 – pierwsze miejsce w konkursie Samsung Bada Cup PL w kategorii Narzędzia dla aplikacji Norbsoft SkyMap[17]. Program wykorzystuje GPS, kompas, akcelerometr do prezentacji aktualnego położenia ciał niebieskich widzianych z dowolnego miejsca na Ziemi.
- 2008 – Norbsoft otrzymał Certyfikat Polish Product w kategorii Produkt Roku za stworzenie aplikacji webowej na iPhone „iReading”– czytnik książek online.
- 2008 – Aplikacja „iReading”, przygotowana przez ekspertów z Norbsoft była przebojem wśród użytkowników urządzeń iPhone oraz iPod Touch. W kilka dni po premierze program został skierowany do dystrybucji przez firmę Apple. Już w dwa dni po udostępnieniu iReading przez firmę Apple, użytkownicy wybrali aplikację jako najlepszą dla urządzeń iPhone oraz iPod Touch w rankingu Top Web Apps[18]
- 2004 – aplikacja nCard (program umożliwiający tworzenie kartotek) zdobyła pierwszą nagrodę w międzynarodowym konkursie JavaMasters 2004 organizowanym przez firmy Siemens Mobile i Sun Microsystems Deutschland.
- 2004 – Aplikacja nCard zdobyła tytuł The People's Choice Spring 2004 przyznawany przez klientów amerykańskiego portalu Handango.com